# Майский (Прокопьевский район)
Майский — упразднённый в 2024 году посёлок в Прокопьевском районе Кемеровской области России. Входил на год упразднения в состав Кузбасской сельской территории Прокопьевского административного района в рамках административно-территориального устройства и в состав Прокопьевского муниципального округа в рамках организации местного самоуправления.
На территории посёлка разрез «Майский».

## География
Центральная часть Майского была расположена на высоте 311 метров над уровнем моря.

## История
До 2019 года входил в состав Кузбасского сельского поселения. После его упразднения в 2019—2024 годах в составе Прокопьевского муниципального округа.
Исключён из учётных данных в 2024 году.

## Население
| 1970 | 1979 | 1989 | 2002 | 2010 | 2021 |
| ---- | ---- | ---- | ---- | ---- | ---- |
| 537  | ↘428 | ↘321 | ↘226 | ↘213 | ↘0   |

### Гендерный состав
По данным Всероссийской переписи населения 2010 года, в посёлке Майский проживает 213 человек (105 мужчин, 108 женщин).

### Национальный состав
Согласно результатам переписи 2002 года, в национальной структуре населения русские составляли 86 % от общей численности населения в 226 жителей

## Известные жители
В Майском жила и работала Алишевец, Мария Михайловна (23 мая 1929, с. Левашовка, Ижморский район, Томский округ, Сибирский край, СССР) — звеньевая колхоза «Анжерский» Министерства совхозов СССР, Герой Социалистического Труда (1950).

## Инфраструктура
Действовал в советское время колхоз «Анжерский» Министерства совхозов СССР.